# 동대전중학교
동대전중학교(東大田中學校)는 대한민국 대전광역시 동구 가양동에 있는 공립 중학교이다.

## 학교 연혁
- 1990년 1월 4일 : 동대전중학교 설립 인가(24학급)
- 1990년 3월 1일 : 초대 송지영 교장 취임
- 1990년 3월 6일 : 개교
- 1993년 2월 10일 : 제1회 졸업식(425명)
- 1994년 2월 14일 : 36학급 인가
- 2024년 1월 5일 : 제32회 졸업식(4학급 77명, 총 8,929명)
- 2024년 3월 1일 : 제18대 조윤형 교장 취임
- 2024년 3월 4일 : 제35회 입학식(3학급 51명)

## 참고 자료
- 동대전중학교 - 한국교육학술정보원 학교알리미